# Chỉ số năng lực cạnh tranh cấp tỉnh

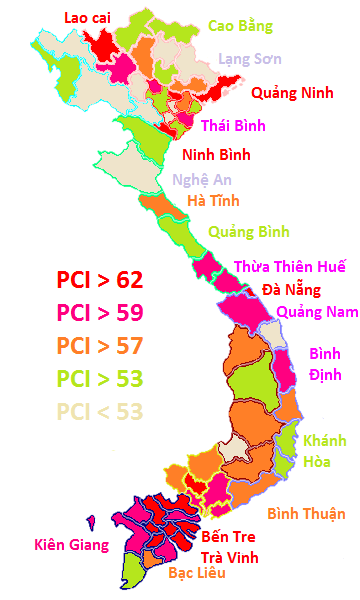
Phân loại chỉ số năng lực cạnh tranh cấp tỉnh 2010 theo nhóm

Chỉ số năng lực cạnh tranh cấp tỉnh hay PCI (viết tắt của Provincial Competitiveness Index) là chỉ số đánh giá và xếp hạng chính quyền các tỉnh, thành của Việt Nam về chất lượng điều hành kinh tế và xây dựng môi trường kinh doanh thuận lợi cho việc phát triển doanh nghiệp dân doanh. Đây là dự án hợp tác nghiên cứu giữa Liên đoàn Thương mại và Công nghiệp Việt Nam và Cơ quan Phát triển Quốc tế Hoa Kỳ (USAID). Chỉ số này được công bố thí điểm lần đầu tiên vào năm 2005 cho 42 tỉnh, thành. Từ lần thứ hai, năm 2006 trở đi đến nay, tất cả các tỉnh thành Việt Nam đều được đưa vào xếp hạng, đồng thời các chỉ số thành phần cũng được tăng cường thêm.

## Phương pháp đánh giá
PCI là chỉ số về chất lượng điều hành (governance index), đánh giá các lĩnh vực điều hành kinh tế thuộc thẩm quyền của chính quyền tỉnh, thành phố ở Việt Nam. PCI được xem là một công cụ chính sách, hướng tới thay đổi thực tiễn. PCI có nguồn gốc từ Việt Nam do một nhóm chuyên gia trong và ngoài nước của VCCI và USAID phát triển..
Để xây dựng PCI, VCCI tiến hành khảo sát doanh nghiệp tại các tỉnh, thành phố theo phương pháp chọn mẫu ngẫu nhiên phân tổ. Mỗi năm, có khoảng gần 10 nghìn doanh nghiệp dân doanh trả lời điều tra PCI. Để xây dựng bộ chỉ số này, ngoài dữ liệu điều tra, nhóm nghiên cứu PCI của VCCI còn sử dụng các thông tin khác đã công bố của các bộ, ngành...
Có tất cả 10 chỉ số thành phần (với thang điểm 100) nhằm đánh giá và xếp hạng các tỉnh về chất lượng điều hành cấp tỉnh tại Việt Nam. Những chỉ số đó là:
- Gia nhập thị trường
- Tiếp cận đất đai và sự ổn định trong sử dụng đất
- Tính minh bạch
- Chi phí thời gian
- Chi phí không chính thức
- Tính năng động và tiên phong của lãnh đạo tỉnh
- Cạnh tranh bình đẳng
- Dịch vụ hỗ trợ doanh nghiệp
- Đào tạo lao động
- Thiết chế pháp lý

## Bình luận
Theo TS Nguyễn Đình Cung, Phó Viện trưởng Viện Nghiên cứu quản lý kinh tế Trung ương:"Triết lý của nó (điều tra PCI) là đánh giá hiệu quả điều hành, điều mà chính quyền địa phương nào cũng có thể làm được do phụ thuộc vào tư duy chứ không phụ thuộc vào điều kiện địa lý hay các điều kiện khác. Càng nhiều tổ chức độc lập đánh giá về các đối tượng có tổ chức, có chức quyền tác động mạnh đến môi trường kinh doanh và đời sống dân sinh thì xã hội càng có thêm nhiều sự giám sát tích cực..." 
Theo Thống kê của các nhóm nghiên cứu PCI, việc tăng một điểm của chỉ số Tính minh bạch trong PCI sẽ giúp tăng 13% số doanh nghiệp trên 1.000 dân, 17% đầu tư bình quân đầu người và 62 triệu đồng lợi nhuận trên mỗi doanh nghiệp. Cải thiện một điểm trong chỉ số Đào tạo lao động giúp tăng 30% số doanh nghiệp trên 1.000 dân, 47% đầu tư bình quân đầu người và 58 triệu đồng lợi nhuận trên mỗi doanh nghiệp .

## Bảng xếp hạng các năm[5]
Để so sánh thứ tự từ thấp đến cao của năm nào đó, xin mời kích vào biểu tượng trên đầu mỗi cột:
| STT | Tên tỉnh              | Năm 2006 | Năm 2007 | Năm 2008 | Năm 2009 | Năm 2010 | Năm 2011 | Năm 2012 | Năm 2013 | Năm 2014 | Năm 2015 |
| --- | --------------------- | -------- | -------- | -------- | -------- | -------- | -------- | -------- | -------- | -------- | -------- |
| 1   | An Giang              | 60.45    | 66.47    | 61.12    | 62.42    | 61.94    | 62.22    | 63.42    | 59.07    | 58.10    | 57.61    |
| 2   | Bà Rịa – Vũng Tàu     | 56.90    | 65.63    | 60.51    | 65.96    | 60.55    | 66.13    | 59.14    | 56.99    | 59.05    | 59.51    |
| 3   | Bạc Liêu              | 42.89    | 42.49    | 40.92    | 52.04    | 58.20    | 63.99    | 62.85    | 59.89    | 59.50    | 58.44    |
| 4   | Bắc Giang             | 56.99    | 55.48    | 47.44    | 57.50    | 58.02    | 60.79    | 57.08    | 54.79    | 57.33    | 57.61    |
| 5   | Bắc Kạn               | 48.73    | 46.47    | 39.78    | 47.50    | 51.09    | 52.71    | 51.00    | 53.53    | 53.02    | 53.20    |
| 6   | Bắc Ninh              | 54.74    | 58.96    | 59.57    | 65.70    | 64.48    | 67.27    | 62.26    | 61.07    | 60.92    | 59.91    |
| 7   | Bến Tre               | 53.11    | 62.88    | 62.42    | 64.09    | 63.11    | 59.90    | 58.35    | 62.78    | 59.70    | 60.10    |
| 8   | Bình Dương            | 76.23    | 77.20    | 71.76    | 74.04    | 65.72    | 60.79    | 59.64    | 58.15    | 58.82    | 58.89    |
| 9   | Bình Định             | 66.49    | 69.46    | 60.67    | 65.97    | 60.37    | 52.71    | 63.06    | 59.37    | 59.72    | 59.23    |
| 10  | Bình Phước            | 46.29    | 50.38    | 53.71    | 56.15    | 57.24    | 65.87    | 55.82    | 57.47    | 57.79    | 56.41    |
| 11  | Bình Thuận            | 52.66    | 57.66    | 58.75    | 64.96    | 58.45    | 59.90    | 54.08    | 59.09    | 59.16    | 58.83    |
| 12  | Cà Mau                | 43.99    | 56.19    | 58.64    | 61.96    | 53.57    | 59.43    | 53.76    | 53.80    | 53.22    | 54.40    |
| 13  | Cao Bằng              | 46.63    | 40.18    | 41.02    | 45.43    | 53.56    | 50.98    | 50.55    | 52.30    | 52.04    | 54.44    |
| 14  | Cần Thơ               | 58.30    | 61.76    | 56.32    | 62.17    | 62.46    | 62.66    | 60.32    | 61.46    | 59.94    | 59.81    |
| 15  | Đà Nẵng               | 75.39    | 72.96    | 72.18    | 75.96    | 69.77    | 66.98    | 61.71    | 66.45    | 66.87    | 68.34    |
| 16  | Đắk Lắk               | 51.65    | 51.05    | 53.33    | 57.37    | 57.20    | 53.46    | 55.94    | 57.13    | 58.76    | 59.00    |
| 17  | Đắk Nông              | 38.95    | 37.96    | 41.01    | 46.96    | 48.91    | 52.87    | 53.91    | 54.68    | 53.90    | 48.96    |
| 18  | Điện Biên             | 42.28    | 41.70    | 36.39    | 59.32    | 55.12    | 59.96    | 45.12    | 56.23    | 50.32    | 56.48    |
| 19  | Đồng Nai              | 64.64    | 62.33    | 59.42    | 63.16    | 59.49    | 64.77    | 62.29    | 56.93    | 57.26    | 57.79    |
| 20  | Đồng Tháp             | 58.13    | 64.89    | 64.64    | 68.54    | 67.22    | 67.06    | 63.79    | 63.35    | 65.28    | 66.39    |
| 21  | Gia Lai               | 53.06    | 56.16    | 51.82    | 56.01    | 53.45    | 55.07    | 56.50    | 57.96    | 56.16    | 56.83    |
| 22  | Hà Giang              | 48.49    | 54.59    | 48.18    | 58.16    | 53.94    | 57.62    | 53.00    | 55.04    | 52.47    | 50.45    |
| 23  | Hà Nam                | 47.27    | 51.29    | 55.13    | 56.89    | 52.19    | 51.58    | 51.92    | 57.81    | 56.57    | 58.49    |
| 24  | Hà Nội                | 50.34    | 56.73    | 53.94    | 58.18    | 55.73    | 58.28    | 53.40    | 57.67    | 58.89    | 59.00    |
| 25  | Hà Tĩnh               | 42.36    | 45.56    | 47.44    | 55.26    | 57.22    | 65.97    | 56.27    | 55.88    | 58.19    | 57.20    |
| 26  | Hải Dương             | 52.70    | 53.23    | 54.07    | 58.96    | 57.31    | 58.41    | 56.29    | 56.37    | 58.63    | 58.37    |
| 27  | Hải Phòng             | 49.98    | 53.19    | 47.68    | 57.57    | 54.64    | 57.07    | 53.58    | 59.76    | 58.25    | 58.65    |
| 28  | Hậu Giang             | 52.61    | 59.41    | 55.34    | 64.38    | 63.91    | 57.40    | 62.01    | 59.29    | 58.91    | 58.33    |
| 29  | Hòa Bình              | 50.17    | 50.18    | 48.35    | 47.82    | 49.89    | 56.52    | 55.51    | 52.15    | 56.57    | 57.13    |
| 30  | Hưng Yên              | 56.91    | 57.47    | 57.53    | 61.31    | 49.37    | 59.29    | 58.01    | 53.91    | 55.14    | 55.10    |
| 31  | Khánh Hòa             | 55.33    | 52.42    | 52.12    | 58.66    | 56.75    | 59.11    | 58.82    | 57.49    | 59.78    | 58.69    |
| 32  | Kiên Giang            | 51.27    | 52.82    | 52.23    | 63.04    | 58.90    | 59.98    | 62.96    | 63.55    | 61.10    | 60.31    |
| 33  | Kon Tum               | 41.38    | 44.54    | 41.94    | 54.28    | 57.01    | 57.10    | 51.39    | 56.04    | 54.66    | 56.55    |
| 34  | Lai Châu              | 36.76    | 38.19    | 43.95    | 55.55    | 51.22    | 60.36    | 52.47    | 55.78    | 50.60    | 52.77    |
| 35  | Lạng Sơn              | 49.64    | 43.23    | 45.63    | 52.52    | 50.30    | 54.26    | 56.29    | 52.76    | 55.05    | 54.61    |
| 36  | Lào Cai               | 64.11    | 66.95    | 61.22    | 70.47    | 67.97    | 73.53    | 63.08    | 59.43    | 64.67    | 62.32    |
| 37  | Lâm Đồng              | 52.25    | 49.85    | 48.10    | 52.93    | 58.26    | 51.75    | 52.84    | 57.22    | 58.79    | 59.04    |
| 38  | Long An               | 50.40    | 58.82    | 63.99    | 64.44    | 62.74    | 67.12    | 60.21    | 59.36    | 61.37    | 60.86    |
| 39  | Nam Định              | 48.89    | 51.76    | 49.52    | 52.60    | 55.63    | 55.48    | 52.23    | 56.31    | 58.52    | 59.62    |
| 40  | Nghệ An               | 54.43    | 49.76    | 48.46    | 52.56    | 52.38    | 55.46    | 54.36    | 55.83    | 58.82    | 58.47    |
| 41  | Ninh Bình             | 56.82    | 57.67    | 56.14    | 58.31    | 62.85    | 61.12    | 58.87    | 58.71    | 60.75    | 58.51    |
| 42  | Ninh Thuận            | 45.82    | 47.33    | 47.82    | 54.91    | 56.61    | 57.00    | 59.76    | 54.22    | 56.88    | 57.45    |
| 43  | Phú Thọ               | 54.42    | 55.64    | 52.49    | 53.40    | 52.47    | 60.31    | 55.54    | 53.91    | 57.72    | 58.37    |
| 44  | Phú Yên               | 54.93    | 57.87    | 51.24    | 54.77    | 58.18    | 55.15    | 53.36    | 54.48    | 56.44    | 56.15    |
| 45  | Quảng Bình            | 47.90    | 49.51    | 44.17    | 55.68    | 55.32    | 58.16    | 55.84    | 58.25    | 56.50    | 56.71    |
| 46  | Quảng Nam             | 56.42    | 62.92    | 59.97    | 61.08    | 59.34    | 63.40    | 60.27    | 58.76    | 59.97    | 61.06    |
| 47  | Quảng Ngãi            | 44.20    | 51.39    | 50.05    | 52.34    | 52.21    | 62.24    | 58.33    | 62.60    | 59.55    | 59.70    |
| 48  | Quảng Ninh            | 53.25    | 58.34    | 54.30    | 60.81    | 64.41    | 63.25    | 59.55    | 63.51    | 62.16    | 65.75    |
| 49  | Quảng Trị             | 52.08    | 51.10    | 50.72    | 55.32    | 61.68    | 63.08    | 55.91    | 53.13    | 55.07    | 57.32    |
| 50  | Sóc Trăng             | 55.34    | 64.68    | 54.24    | 56.63    | 61.49    | 62.68    | 55.01    | 58.97    | 58.13    | 59.04    |
| 51  | Sơn La                | 45.22    | 50.35    | 46.60    | 53.40    | 49.26    | 54.32    | 58.99    | 53.86    | 55.28    | 57.21    |
| 52  | Tây Ninh              | 48.35    | 53.92    | 45.09    | 59.03    | 57.93    | 60.43    | 51.95    | 61.15    | 59.62    | 59.66    |
| 53  | Thái Bình             | 50.54    | 55.99    | 54.27    | 54.58    | 60.04    | 53.69    | 58.37    | 59.10    | 57.37    | 57.64    |
| 54  | Thái Nguyên           | 52.71    | 52.02    | 46.03    | 58.58    | 56.54    | 53.57    | 60.07    | 58.96    | 61.25    | 61.21    |
| 55  | Thanh Hóa             | 45.30    | 52.82    | 46.22    | 57.32    | 55.68    | 60.62    | 55.11    | 61.59    | 60.33    | 60.74    |
| 56  | Thừa Thiên Huế        | 50.53    | 62.44    | 60.71    | 64.23    | 61.31    | 60.95    | 57.12    | 65.56    | 59.98    | 58.52    |
| 57  | Tiền Giang            | 52.18    | 64.63    | 57.27    | 65.81    | 59.63    | 59.58    | 57.63    | 57.19    | 55.11    | 56.74    |
| 58  | Thành phố Hồ Chí Minh | 63.39    | 64.83    | 60.15    | 63.22    | 59.67    | 61.93    | 61.19    | 61.19    | 62.73    | 61.36    |
| 59  | Trà Vinh              | 56.83    | 56.30    | 55.17    | 63.22    | 65.80    | 57.56    | 62.75    | 60.87    | 58.58    | 57.55    |
| 60  | Tuyên Quang           | 47.21    | 52.13    | 52.09    | 57.92    | 57.90    | 53.67    | 47.81    | 48.98    | 55.20    | 56.81    |
| 61  | Vĩnh Long             | 64.67    | 70.14    | 64.97    | 67.24    | 63.40    | 54.10    | 62.97    | 59.73    | 59.54    | 59.49    |
| 62  | Vĩnh Phúc             | 61.27    | 66.06    | 69.37    | 66.65    | 61.73    | 62.57    | 55.15    | 58.86    | 61.81    | 62.56    |
| 63  | Yên Bái               | 56.85    | 59.73    | 57.79    | 61.71    | 60.16    | 63.05    | 55.36    | 52.67    | 54.77    | 56.64    |

## Tác động
PCI được xem là "tiếng nói" quan trọng của các doanh nghiệp dân doanh về môi trường kinh doanh địa phương, là kênh thông tin tham khảo tin cậy về địa điểm đầu tư, là một động lực cải cách quan trọng đối với môi trường kinh doanh cấp tỉnh của Việt Nam, đặc biệt trong bối cảnh phân cấp từ Trung ương xuống cấp tỉnh tại Việt Nam diễn ra mạnh mẽ.
Những năm đầu tiên sau khi công bố, nhiều tỉnh, thành phố đã có những phản đối mạnh về chỉ số này nhưng dần dần đã chấp nhận và sử dụng rộng rãi . Theo thống kê của VCCI đã có hơn 40 tỉnh, thành phố sử dụng kết quả PCI để ban hành các nghị quyết, chỉ thị, quyết định, chương trình hành động (của Tỉnh uỷ, UBND) nhằm cải thiện môi trường kinh doanh chất lượng điều hành kinh tế. 

Từ hoạt động PCI, VCCI tiếp tục công bố bảng xếp hạng các bộ, ngành MEI 